# Nagy-Tóth Ferenc
Nagy-Tóth Ferenc (Monó, 1929. december 31. – Kolozsvár, 2022. március 23. ) romániai magyar botanikus, algológus, a Magyar Tudományos Akadémia külső tagja.

## Életútja
Középiskolai tanulmányait Szilágycsehben és a zilahi Wesselényi Kollégiumban végezte. 1954-ben tanári képesítést szerzett a kolozsvári Bolyai Tudományegyetem Természetrajzi Karán. 1954-től az egyetem növényélettani tanszékén gyakornokoskodott, 1957–1964 között pedig ugyanott tanársegéd volt. Ezt követően előbb tudományos kutatóként, majd 1990-től 1995-ig főkutatóként dolgozott a Román Akadémia kolozsvári fiókja biológiai osztályánál és a Kolozsvári Biológiai Kutatóintézetben. Ezzel párhuzamosan 1972-ben doktorált, 1975-76-ban a delfti Nemzetközi Hidraulikai Intézetben továbbképzésen vett részt. 1976 és 1987 között egyetemi docensként oktatótevékenységet folytatott a kolozsvári egyetem növényélettani tanszékén, 1990-től 1993-ig pedig az általános növénytan és növényszervezettan professzora volt.

## Munkássága
Kutatási területe az algológiai növényélettan, azaz a moszatok életfolyamatainak vizsgálata. Behatóan foglalkozott a környezeti feltételeknek a szaporodásukra, szervesanyag-forgalmukra és alakváltozásukra gyakorolt hatásával. Vizsgálatai során jelentős eredményeket ért el a moszatok környezetszennyezési tűrésküszöbére és a vizek tisztításában betöltött szerepére vonatkozóan.
Algológiai munkássága mellett főként az 1990-es évek óta foglalkozik pomológiatörténeti kutatásokkal, erdélyi alma-, körte- és egyéb gyümölcstájfajták történeti áttekintésével.
Tanulmányait a Studii și Cercetări de Biologie Cluj, Studia Universitatis Babeș-Bolyai, Acta Botanica, Revue Roumaine Biologique, Acta Botanica Academiae Scientiarum Hungaricae, Acta Hargitensia szakfolyóiratok adták ki.

## Társasági tagságai és elismerései
A rendszerváltozás után, 1990-ben újjáalakult Erdélyi Múzeum-Egyesület egyik alapító tagja, 1990 és 1995 között szakosztálytitkári feladatokat is ellátott, valamint az egyesület által kiadott Múzeumi Füzetek szerkesztőbizottsági tagjaként tevékenykedik. Ugyancsak 1990-től a Magyar Algológiai Társaság alapító és tiszteleti tagja.
1998-ban a Magyar Tudományos Akadémia külső tagjává választották, akadémiai székfoglalóját 1999-ben Fényhatásvizsgálatok egysejtű zöldmoszatokon címen tartotta meg.
2008-ban megkapta a Szilágysági Magyarok Díjat.

## Főbb művei
- Pomologia R. P. R. 1964 (többekkel)
- Tratat de algologie II.: Rhodophyta, Phaeophyta. București: Academia RSR. 1976 (társszerkesztő)
- Tratat de algologie III.: Euglenophyta, Chlorophyta, Xanthophyta. București: Academia RSR. 1979 (társszerkesztő)
- Biologie generală. 1983 (többekkel)
- Alge verzi unicelulare (Chlorococcales). Cluj-Napoca: Presa Universitară Clujeană. 1998. ISBN 973-9354-26-2 (Adriana Barnával)
- Régi erdélyi almák. Kolozsvár: Erdélyi Múzeum-Egyesület. 1998 (a katalógusokban formailag hibás ISBN-nel szerepel) ISBN 973-9879-2-2
- Élettudományi kutatások Erdélyben. Kolozsvár: Erdélyi Múzeum-Egyesület. 2002 = Erdélyi Tudományos Füzetek, 237. ISBN 973-8231-15-9 (Fodorpataki Lászlóval)
- Régi erdélyi körték és más gyümölcsök. Kolozsvár: Erdélyi Múzeum-Egyesület. 2006. ISBN 973-8231-59-0
- Régi erdélyi szilvák, Kolozsvár: Erdélyi Múzeum-Egyesület. 2013. ISBN 978-606-8178-71-4